# Vellaunodunum
Vellaunodunum est un oppidum gaulois, chez les Sénons, conquis en mars -52 par les armées de Jules César lors de la guerre des Gaules, en seulement trois jours. L'oppidum était situé entre Agedincum (actuelle ville de Sens) et Cenabum (Orléans).

## Toponymie
Jusqu'au XIXe siècle inclus, plusieurs étymologies ont été proposées,,,,. Elles sont toutes abandonnées aujourd'hui.
Le premier élément Vellauno- (ou Uellauno-), que l'on retrouve dans l'anthroponyme Vellaunos (ou Uellaunos), signifie en gaulois "excellent, remarquable". Il entre en composition dans de nombreux noms propres gaulois bien attestés, dont par exemple : *Catuuellauni (sur catu « bataille ») > Catalauni > Châlons-sur-Marne (cf. les champs catalauniques) ou encore dans Cassiuellaunos qui a son correspondant exact en moyen gallois Casswallawn. Uellaunos correspond au gallois Gwallawn (évolution w- [noté v- dans l'épigraphie gallo-latine] → gw- en brittonique [w- étant la forme mutée]), nom de personne. Il correspond également au vieil irlandais *follomon- « chef commandant » (évolution de w- → f- en gaëlique), que l'on trouve, entre autres, dans  le verbe à la troisième personne du présent de l'indicatif follaimnigid « il gouverne, il commande ».
L'élément -dunum, récurrent dans la toponymie de la Gaule, aboutit à -dun, -don, -dan. Il remonte au gaulois duno/dunon « citadelle, enceinte fortifiée, mont » (la désinence -um latinise).
D'où le sens global possible de Uellauno-dunum « Forteresse-de-commandement ». Château-Landon peut être formé à partir de ce toponyme, en supposant l'adjonction gallo-romane du mot castellu « château » (> ancien français chastel) dont la signification est proche de dunum (cf. Châteaudun) et toutes sortes de modifications phonétiques (voir coalescence; aphérèse; monophtongaison et haplologie).

## Géographie
On ignore son emplacement exact, César précisant seulement qu'il est situé à deux jours de marche d'Agedincum (actuelle ville de Sens dans le département de l'Yonne en allant vers Cenabum (Orléans, Loiret), et qu'il y avait là un oppidum qu'il a conquis en trois jours.
Des hypothèses du XIXe siècle placent le site à Sceaux-du-Gâtinais ou encore à Triguères,. 
Au XXe siècle, dans le Loiret à Beaune-la-Rolande, Girolles (hameau de Villon) ou à Montargis.
Plus récemment, en Seine-et-Marne à Château-Landon.